# Saint-Médard-d'Aunis
Saint-Médard-d'Aunis là một xã trong tỉnh Charente-Maritime trong vùng Nouvelle-Aquitaine, tây nam nước Pháp. Xã Saint-Médard-d'Aunis nằm ở khu vực có độ cao trung bình 30 mét trên mực nước biển.

## Lịch sử biến động dân số
| Năm  | Dân số | Mật độ | Phần trăm của tổng |
| ---- | ------ | ------ | ------------------ |
| 1962 | 713    | -      | -                  |
| 1968 | 713    | -      | -                  |
| 1975 | 764    | -      | -                  |
| 1982 | 1,002  | -      | -                  |
| 1990 | 1,073  | -      | -                  |
| 1999 | 1,253  | 55/km² | 6.75%              |